# 武佐村
武佐村（むさむら）は、滋賀県蒲生郡にあった村。現在の近江八幡市の南東部、近江鉄道八日市線・武佐駅の周辺にあたる。

## 地理
- 山岳：瓶割山
- 河川：蛇砂川、三明川

## 歴史
- 1889年（明治22年）4月1日 - 町村制の施行により、武佐村・長光寺村・西宿村・御所内村・友定村・西生来村・南野村・野田村の区域をもって発足。
- 1958年（昭和33年）2月1日 - 近江八幡市に編入。同日武佐村廃止。

## 交通

### 鉄道路線
隣接する馬淵村に近江鉄道八日市線の武佐駅が所在。また、現在は旧村域を東海道新幹線が通過するが、当時は未開業。

### 道路
- 国道8号（中山道）
- 八風街道（現・国道421号）